# Tapinauchenius brunneus
Tapinauchenius brunneus är en spindelart som beskrevs av Schmidt 1995. Tapinauchenius brunneus ingår i släktet Tapinauchenius och familjen fågelspindlar. Inga underarter finns listade i Catalogue of Life.